# Aspendos

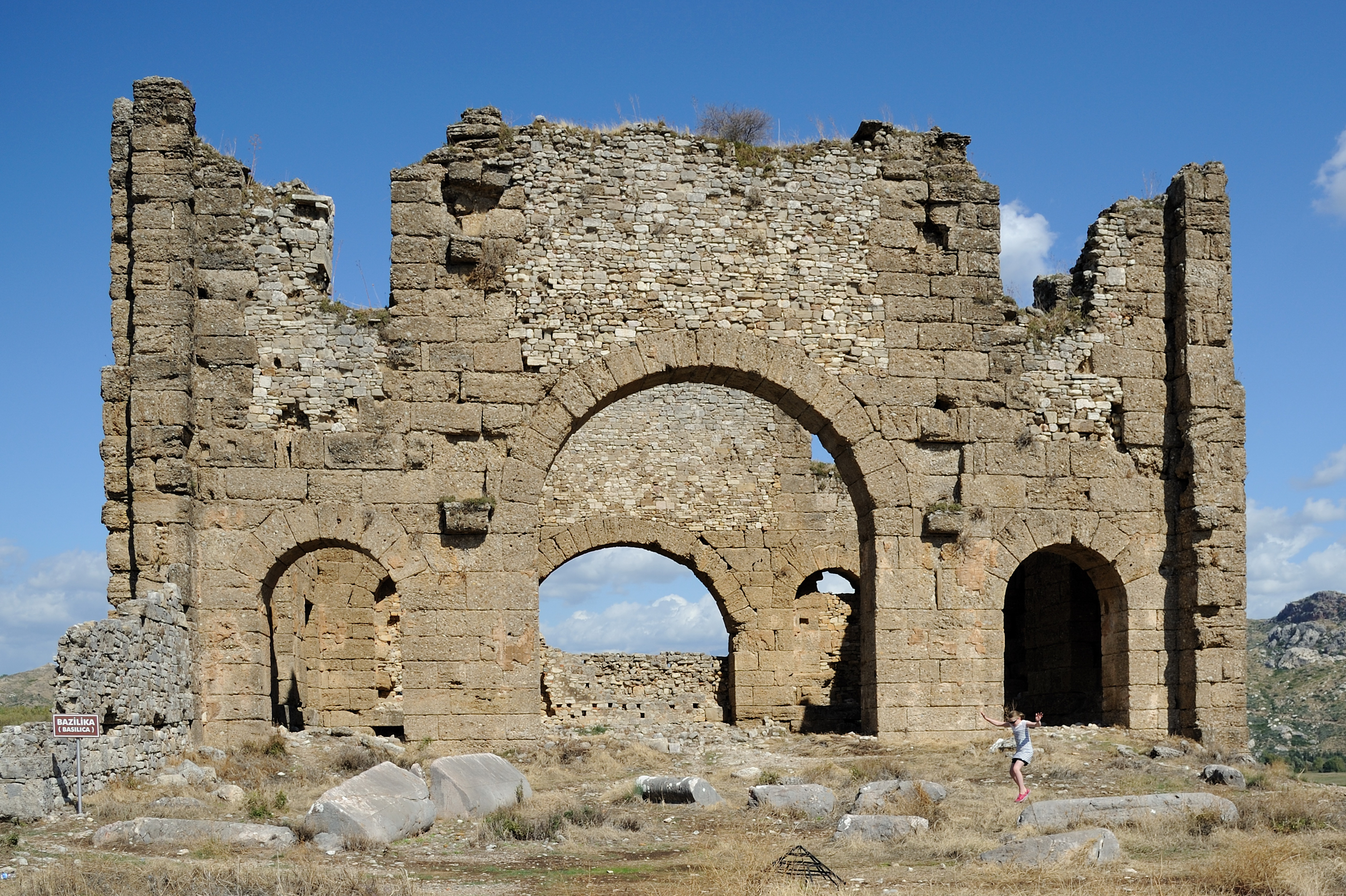
Resten van de Basilica van Aspendos

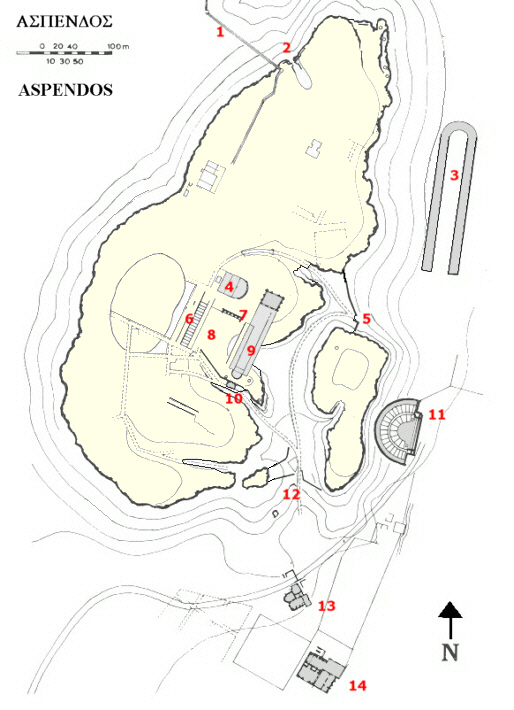
Kaart van Aspendos:1 Aquaduct, 2 Noordelijke poort, 3 Stadion, 4 Bouleuterion, 5 Oostelijke poort, 6 Markt, 7 Nymphaion, 8 Agora, 9 Basilica, 10 Exedra, 11 Theater, 12 Zuidelijke poort, 13 Thermen, 14 Gymnasion

Aspendos (Latijn:Aspendus) is een antieke Grieks-Romeinse stad in de provincie Antalya in Turkije. Aspendos ligt ongeveer 4 kilometer ten noorden van de plaats Serik en iets uit de kust tussen Antalya en Side.

## Geschiedenis
Aspendos was in de oudheid een belangrijke stad in Pamphylië. De stad lag aan de rivier Eurymedon op ongeveer 16 kilometer van de kust van de Middellandse Zee. Volgens de overlevering werd Aspendos rond 1000 v.Chr. gesticht door Grieken uit de stad Argos. Uit de grote verspreiding van munten uit Aspendos blijkt dat het rond de 5e eeuw v.Chr. was uitgegroeid tot de belangrijkste stad van Pamphylië. In deze tijd was de Eurymedon tot aan Aspendos bevaarbaar en de stad werd rijk van de handel in zout, olie en wol.
In 333 v.Chr. betaalden de inwoners een grote som geld aan Alexander de Grote om te voorkomen dat hij een garnizoen van zijn leger in de stad zou stationeren. Men hield zich echter niet aan de afspraak en de stad werd bezet. In 190 v.Chr. gaf de stad zich over aan de Romeinen, die alle kunstschatten roofden. Aan het einde van de Romeinse tijd en in de Byzantijnse periode raakte de stad in verval.

## Antieke bouwwerken
Aspendos staat bekend om het best bewaarde Romeinse theater uit de oudheid. Het theater is gebouwd tijdens de regeringstijd van Marcus Aurelius (161-180). De architect is Zeno (de zoon van Theodus). Het theater is gebouwd door de twee broers Curtius Crispinus en Curtius Auspicatus. Als een geschenk aan de stad en voor de goden. Er kunnen ongeveer 12.000 toeschouwers in het theater. De grootte van het theater van Aspendos is ongeveer 96 diameter en heeft 41 rijen.
Naast het theater zijn er nog restanten van een nymphaeum, basilica, agora en 15 kilometer van het aquaduct te bezichtigen.

## Operafestival
Jaarlijks wordt in het theater een operafestival gehouden, het Aspendos International Opera and Ballet Festival.

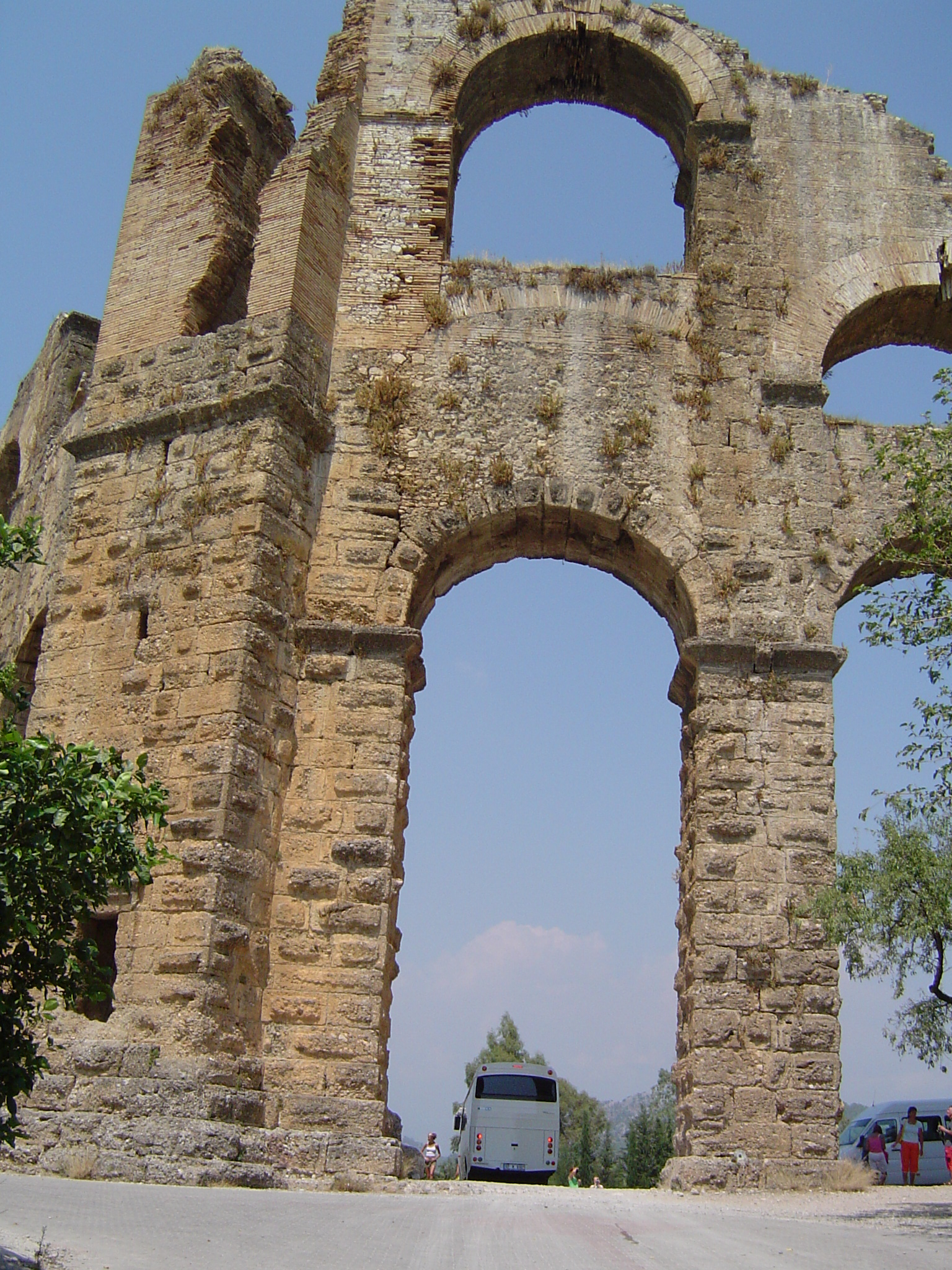
Deel van het aquaduct van Aspendos